# Dublin
Dublin [dáblin] (irsko Baile Átha Cliath) je največje mesto in glavno mesto Republike Irske na vzhodni obali otoka ob širokem ustju reke Liffey. Naselbino so ustanovili Vikingi. Samo mesto je glavno in najpomembnejše irsko mesto že od srednjega veka. Danes je gospodarsko, upravno in kulturno središče otoka z enim najhitreje rastočim številom prebivalstva med evropskimi glavnimi mesti. Je sedež najpomembnejše irske univerze, Kolidža svete Trojice.
Mesto ima okoli 553.165 prebivalcev, medtem ko ima metropolitansko območje 1.347.359 prebivalcev (ocena 2016).

## Etimologija
Ime Dublin izhaja iz irske besede Dubhlinn, zgodnje klasično irsko Dubhlind/Duibhlind, iz dubh (/ d̪uβ /, duw /, duː /), ki pomeni 'črn, temen', in linn (/ lʲiɲ (d̪ʲ) /) 'jezero, mlaka, bazen', ki se nanaša na temen plimski bazen na prostoru grajskih vrtov Dublinskega gradu, kjer se je reka Poddle stekala v reko Liffey. V sodobni irščini je ime Duibhlinn, irske rime iz Dublinske grofije pa kažejo, da se je ime tam izgovarjalo kot Duílinn (/ d̪ˠiːlʲiɲ /). Izvirni izgovor je ohranjen v oblikah, kot so staroangleška Difelin, staronordijska Dyflin, manska Divlyn ter valižanska Dulyn. Zgodovinsko gledano so pisci, ki uporabljajo gelsko pisavo, zapisovali bh s piko nad b, tj. Duḃlinn ali Duiḃlinn. Tisti, ki niso poznali irskega jezika, so izpustili piko in ime zapisovali kot Dublin. Razlike so vidne na tradicionalnih gelsko govorečih območjih Škotske (Gàidhealtachd, sorodno z irskim Gaeltachtom), kot je An Linne Dhubh ('črni bazen'), ki je del Loch Linnhea.
Na začetku 9. in 10. stoletja sta bili tu naselje Vikingov (okoli leta 841) Dyflin in gelsko naselje Áth Cliath (ograjeni brod) [23] ob reki, kjer je danes most očeta Matjaža oziroma Dublinski most na  koncu Cerkvene ulice (Church Street). V sodobnem irskem jeziku se mesto imenuje Baile Átha Cliath, kar pomeni 'mesto z ograjenim brodom'. Áth Cliath je ime kraja, ki se nanaša na prehod reke Liffey blizu mosta očeta Matjaža. Baile Átha Cliath je bil zgodnji krščanski samostan, za katerega se domneva, da je bil na območju ulice Aungier, kjer je danes karmeličanska cerkev (Whitefriar Street Carmelite Church). So še druga mesta z istim imenom, kot je Āth Cliath v okrožju East Ayrshire na Škotskem.

## Zgodovina
Območje Dublinskega zaliva so naselili ljudje že v predzgodovinskem obdobju. V zapisih Ptolemaja (grško-rimskega astronoma in kartografa) iz okrog leta 140 je najti najzgodnejšo domnevno omembo naselja kot Eblana polis (grško Ἔβλανα πόλις).
Dublin je leta 1988 praznoval svojo tisočletnico obstoja, kar pomeni, da je Irska leto 988 priznala kot leto, v katerem je bilo mesto že poseljeno in iz tega prvotnega naselja je pozneje nastalo današnje mesto Dublin.
Menijo, da je bila pred Vikingi krščanska cerkvena naselbina, imenovana Duibhlinn, iz katere je nastal Dyflin . Od 9. in 10. stoletja sta bili dve naselji, na katerih stoji sodobno mesto, kasneje sta postali sodoben Dublin. Naslednja skandinavska naselbina se je osredotočila na reko Poddle, pritok reke Liffey na območju, imenovanem Wood Quay. Dubhlinn je bilo majhno jezero, ki se je uporabljalo za privezovanje ladij; reka Poddle je povezana z jezerom prek reke Liffey. V začetku 18. stoletja, ko je mesto raslo, je bilo jezero pokrito. Dubhlinn je bil tam, kjer je zdaj grajski vrt, nasproti knjižnice Chesterja  Beattyja v Dublinskem gradu. Táin Bó Cuailgne se nanaša na Dublind rissa ratter Áth Cliath, kar pomeni 'Dublin, ki se imenuje Ath Cliath'.

### Srednji vek
Dublin je bil ustanovljen kot vikinško naselje v 10. stoletju in kljub številnim upornikom domačega prebivalstva ostalo v glavnem pod nadzorom Vikingov, dokler niso leta 1169 iz Walesa začeli prodirati Normani . Ob smrti Muirchertacha Maca Lochlainna v začetku leta 1166 je Ruaidrí Ua Conchobair, kralj Connachta, odšel v Dublin in se sam oklical za kralja Irske. Bil je prvi in tudi edini gelski kralj Irske.
Po nekaterih zgodovinarjih je del zgodnje gospodarske rasti mesta pripisan trgovini s sužnji .  Suženjstvo je na Irskem in v Dublinu doseglo vrhunec v 9. in 10. stoletju. Za sužnje so ugrabljali moške, ženske in otroke. Žrtve so prišle iz Walesa, Anglije, Normandije in od drugod.
Kralj Leinsterja Diarmait Mac Murchada, ki ga je izgnal Ruaidhrí, je nato s pomočjo Strongbowa, grofa Pembroka, osvojil Dublin. Po njegovi smrti se je Strongbow razglasil za kralja Leinsterja in prevzel nadzor nad mestom. Kralj Henrik II. je v odgovor na uspeh Strongbowa ponovno potrdil svojo suverenost z večjim vdorom 1171 in se sam oklical za gospodarja Irske. [30] V tem obdobju je bila ustanovljena grofija mesta Dublin skupaj z nekaterimi svoboščinami, ki pripadajo mestu. To se je nadaljevalo do leta 1840, ko je bila baronija Dublin City ločena od baronije Dublin. Od leta 2001 sta bili baroniji preoblikovani v mesto Dublin.
Dublinski grad, ki je postal središče normanske moči na Irskem, je bil ustanovljen leta 1204 kot glavna obramba po ukazu kralja Ivana Brez dežele. Po imenovanju prvega župana Dublina leta 1229 se je mesto razširilo in do konca 13. stoletja imelo 8000 prebivalcev. Dublin je bilo uspešno trgovsko središče kljub poskusu škotskega kralja Roberta I., da bi mesto zajel leta 1317. V 14. stoletju je ostalo sorazmerno majhno obzidano srednjeveško mestece in bilo pod stalnimi grožnjami okoliških domačih klanov. Leta 1348 je v Dublinu razsajala črna smrt, smrtonosna kuga, ki je opustošila Evropo in v naslednjih desetletjih pobila tisoče ljudi.
Dublin je bil vključen v angleško krono kot Pale (irsko An Pháil ), to je bil ozek pas angleškega naselja vzdolž vzhodne obale. Tudorska osvojitev Irske v 16. stoletju je pomenila novo obdobje za Dublin, mesto je ponovno postalo pomembno središče upravne oblasti na Irskem. Kraljica Elizabeta I. je, odločena, da bo Dublin protestantsko mesto, leta 1592 ustanovila Kolidž svete Trojice kot edino protestantsko univerzo in odredila, da se katoliška stolnica svetega Patrika in Kristusova cerkev preoblikujeta v protestantski.
Mesto je imelo leta 1640 že 21.000 prebivalcev, preden je kuga v letih 1649 do 1651 izbrisala skoraj polovico prebivalcev mesta. Zaradi volne in trgovine z Anglijo je mesto leta 1700 spet imelo več kot 50.000 prebivalcev.

### Zgodnja moderna doba
Ker je mesto v 18. stoletju še naprej napredovalo, je jurijanski Dublin za kratko obdobje postal drugo največje mesto britanskega imperija in peto največje mesto v Evropi, pri čemer je število prebivalcev preseglo 130.000. Velika večina dublinske najbolj prepoznavne arhitekture izhaja iz tega obdobja, kot sta Four Courts (Štiri sodišča) in Carinska hiša. Temple Bar in Graftonova ulica (Grafton Street) sta dve od redkih preostalih območij, na katera val jurijanskega obnavljanja ni vplival in sta ohranili svoje srednjeveške značilnosti.
Dublin se je v 18. stoletju še bolj razvijal, zgradili so številna nova okrožja in zgradbe, kot so Merrionski trg (Merrion Square), parlament in Mestna hiša prvotno (Royal Exchange). Komisija za široke ulice je bila ustanovljena leta 1757 na zahtevo dublinskega mestnega sveta za urejanje arhitekturnih standardov o postavitvi ulic, mostov in stavb. Leta 1759 je ustanovitev Guinnessove pivovarne mestu prinesla precejšnjo gospodarsko korist. Večino časa od ustanovitve je bila največja delodajalka v Dublinu.

### Do danes
V 19. stoletju se je po zakonu o uniji (1800) za Dublin začelo obdobje političnega in gospodarskega upada, po katerem je bil sedež vlade prenesen v London v Westminster. Mesto ni imelo nobene pomembne vloge v industrijski revoluciji, vendar je ostalo središče uprave in prometno središče za večino otoka. Irska ni imela pomembnih virov premoga, ki je bil gorivo tega časa, in Dublin ni bil središče ladjedelništva, druge glavne gonilne sile industrijskega razvoja v Veliki Britaniji in na Irskem. Belfast se je v tem obdobju razvijal hitreje od Dublina z mednarodno trgovino, tovarniško izdelavo platna in ladjedelništvom.
Velikonočna vstaja leta 1916, irska vojna za neodvisnost in poznejša irska državljanska vojna so povzročile precejšnje fizično uničenje v osrednjem Dublinu. Vlada Irske svobodne države je ponovno zgradila mestno jedro in nov parlament, Oireachtas, njegovi prostori so zdaj v Leinster House, nekdanjem dvorcu leinsterskega vojvode. Od začetka vladavine Normanov v 12. stoletju je bilo mesto glavno mesto v različnih geopolitičnih enotah: lordstvo Irske (1171−1541), kraljevina Irska (1541−1800) kot del Združenega kraljestva Velike Britanije in Irske (1801−1922) in Irska republika (1919−1922). Po razdelitvi Irske leta 1922 je postal glavno mesto Irske svobodne države (1922−1937) in zdaj je glavno mesto Republike Irske. Eden od spomenikov, ki je spomin na te čase, je Spominski vrt (Garden of Remembrance).
Dublin je bil tudi žrtev severnoirskih težav. Med tridesetletnimi spopadi je nasilje v glavnem zajelo Severno Irsko. Začasna Irska republikanska armada (IRA), ki je delovala v republiki, med drugim iz Dublina, je okrepila podporo. Lojalistična paravojaška skupina, prostovoljne ulstrske sile, je v tem času bombardirala mesto, zlasti v grozodejstvu, ki je bilo znano kot bombardiranje Dublina in Monaghana, ko je umrlo 34 ljudi, večinoma v samem Dublinu.
Od leta 1997 se je spremenila pokrajina Dublina. Mesto je bilo v ospredju irske gospodarske širitve v obdobju keltskega tigra z zasebnim sektorjem in državnim razvojem stanovanj, prometa in podjetij. Po gospodarskem upadu v veliki recesiji se je Dublin ponovno odprl in od leta 2017 je blizu polne zaposlenosti.

## Geografija
Dublin leži ob bregovih reke Liffey in obsega zemljišče v velikosti 115 kvadratnih kilometrov na vzhodu osrednje Irske. Obkroža ga nizko gorsko območje na jugu, ravno kmetijsko zemljišče na severu in zahodu. Liffey deli mesto na dva dela: severnega (Northside) in južnega (Southside). Vsak je nadalje razdeljen z dvema manjšima rekama − reko Tolko, ki teče jugovzhodno v Dublinski zaliv, in reko Dodder, ki teče severovzhodno do ustja Liffey. Dve nadaljnji vodni telesi − Veliki kanal (Grand Canal) na jugu in Kraljevi kanal na severni strani − obkrožata notranje mesto na poti od zahoda in reke Shannon.
Reka Liffey zavije pri kraju Leixlip s severovzhodne smeri v pretežno vzhodno smer in ta točka je tudi prehod na urbani razvoj z bolj kmetijske rabe zemljišč.
Območje sever−jug je nekoč že tradicionalno obstajalo, ki ga je delila reka Liffey. Severni del je na splošno veljal za predel delavskega razreda nižjega srednjega razreda, medtem ko je bil južni del namenjen za srednji do zgornji razred. V zadnjih desetletjih se je to spremenilo, saj sta oba zaznala urbano in gospodarsko prenovo, kar je prineslo blaginjo zlasti v severni del. So  tudi socialne razlike med obalnimi predmestji na vzhodu mesta in novejšim razvojem na zahodu.
V nekaterih turističnih in nepremičninskih tržnih okoliščinah je Dublin včasih razdeljen na številne četrti ali okrožja. Mednje spadajo tudi "srednjeveška četrt" (na območju Dublinskega gradu, Kristusove cerkve in stolnice svetega Patrika ter starega mestnega obzidja), 'jurijanska četrt' (vključno z območjem okrog St. Stephen's Green, Kolidža svete Trojice in Merrionskega trga), 'Docklands Quarter' (okrog Dublin Docklands in Silicon Docks), 'Kulturna četrt' (okoli Temple Bar) in 'Kreativna četrt' (med Južno Williamovo ulico (South William Street) in Georgeevo ulico (George's Street).

### Podnebje
Dublin ima zmerno podnebje, sorazmerno malo padavin, pol manj kot na zahodni strani irskega otoka in podobno kot v Londonu. Imajo prijetno hladna poletja,  povprečne dnevne temperature v juliju so 18,9 stopinj C ter mile zime in redke snežne padavine, povprečne dnevne temperature v januarju dosegajo 7,6 stopinj C. Najbolj deževen mesec je avgust, najbolj suha sta marec in april.

## Gospodarstvo in promet
Dublin je bil v preteklosti središče pivovarstva (Guinness). Sčasoma se je mesto razvilo v center farmacevtske industrije (Pfizer) in IT-sektorja (tukaj so evropski sedeži podjetij Google, Microsoft, Facebook, Paypal, Zynga in Yahoo). Kot zadnji se je ustalil konec septembra 2011 Twitter.  Po izsledkih raziskave PwC-ja je bil Dublin v letu 2011 izbran za drugo najprivlačnejše mesto za podjetja v Evropi – za Antwerpnom.
Poleg tega je Dublin finančni center Irske. Mnoge evropske banke (Citigroup, Commerzbank, WestLB, LBBW, Helaba), zavarovalnice (Irish Life, London Life), borza Irish Stock Exchange imajo v mestu svoje podružnice. Tu je tudi glavni sedež Ardagh Glass Group Plc., tretje največje steklarne v Evropi, pa irsko energetsko podjetje Imera Power idr.
Štiri največje irske letalske družbe – Aer Arann, Aer Lingus, CityJet in Ryanair imajo sedeže podjetij v Dublinu.
Celotni irski prometni sistem je usmerjen v Dublin. Prek dublinskega pristanišča vodijo prometne povezave do Liverpoola in Holyheada. Mednarodno letališče je na severu mesta in je najpomembnejše v državi. Največji železniški postaji sta Heuston Station in Connolly Station. Postaja Heuston povezuje Dublin z zahodnim in južnim delom države, medtem ko postaja Connolly povezuje Belfast, Sligo in Wexford. 

## Znamenitosti
Dublin ima veliko znamenitosti in spomenikov, ki segajo v preteklost. Ena najstarejših je Dublinski grad, ki je bil prvič postavljen zaradi obrambe po ukazih angleškega kralja Ivana Brez dežele leta 1204, kmalu po normanskem vdoru na Irsko leta 1169, ko je bilo ukazano, da se grad zgradi z močnimi zidovi in jarki za obrambo mesta, upravljanje pravice in zaščito kraljevega zaklada . Grad je bil večinoma dokončan do leta 1230, značilen je po tipični zasnovi normanskega dvorišča, z osrednjim trgom brez bivalno-obrambnega stolpa, ki ga na vseh straneh omejujejo visoko obzidje in je na vsakem vogalu zaščiten s krožnim stolpom. V jugovzhodnem delu normanskega Dublina je grad postavil en vogal zunanjega oboda mesta, pri čemer je bila reka Poddle naravna obramba.
Eden  najnovejših spomenikov v Dublinu je Tisočletna konica (Millenium Spire, tudi Monument of Light in Spire of Dublin). Je stožčasta konica iz nerjavečega jekla, visoka 121,2 metra, najvišja na svetu, stoji v O'Connellovi ulici. Nadomešča Nelsonov steber in posebej označuje mesto Dublin v 21. stoletju. Konico je projektirala skupina Ian Ritchie Architects, ki je iskala »elegantno in dinamično preprosto povezovanje umetnosti in tehnologije«. Spomenik znotraj in konica sta osvetljena, da bi bila kot  svetilnik na nočnem nebu mesta.
Knjiga iz Kellsa je v knjižnici Kolidža svete Trojice in je eno najbolj obiskanih znamenitosti. Knjiga iz Kellsa je iluminirani rokopis irskih menihov okoli leta 800. 
Most Ha'penny, železni most čez reko Liffey, je med najbolj fotografiranimi znamenitostmi in velja za ikono Dublina. Najovejši je most Samuela Becketta arhitekta Santiaga Calatrave, odprt leta 2009.
Druge znamenitosti in spomeniki so Mansion House, spomenik Anna Livia, kip Molly Malone, Kristusova cerkev, stolnica svetega Patrika, cerkev svetega Frančiška Ksaverija na ulici Upper Gardiner blizu Mountjoy Squara, Carinska hiša in Áras an Uachtaráin. Dimnika Poolbeg sta tudi značilnost Dublina in vidna z različnih točk po mestu.

### Parki
Po mestu je veliko zelenih površin, mestni svet Dublin pa upravlja več kot 1500 hektarjev parkov . Javni parki so park Phoenix, Herbertov park in St. Stephen's Green. Park Phoenix je približno 3 km zahodno od središča mesta, severno od reke Liffey. Njegovo 16-kilometrsko obzidje obkroža 707 hektarjev in je eden največjih mestnih parkov v Evropi . Vključuje velika območja travnikov in drevoredov, od 17. stoletja je v njem čreda divjih jelenov. V parku je rezidenca predsednika Irske (Áras an Uachtaráin), ki je bila zgrajena leta 1751. V njem so tudi živalski vrt, grad Ashtown in uradna rezidenca ameriškega veleposlanika. Občasno so v njem glasbeni koncerti.
St. Stephen's Green je blizu ene glavnih nakupovalnih ulic v Dublinu, Graftonove ulice, zaprta za motoriziran promet, medtem ko so na okoliških ulicah uradi številnih javnih služb. Park svete Ane je javni park in rekreacijski objekt, ki ga delita Raheny in Clontarf, obe predmestji na severni strani Dublina. Park, drugi največji občinski park v Dublinu, je del nekdanjega 2-kvadratnega kilometra velikega posestva družine Guinness, ki se je začel leta 1835 z Benjaminom Lee Guinnessom (največji občinski park je v bližini otoka Bull).

## Kultura
Po vstopu Irske v Evropsko unijo je gospodarskemu napredku sledil tudi kulturni razvoj. Leta 1991 je bil Dublin izbran za kulturno prestolnico Evrope. Temple Bar je kulturna četrt mesta z živahnim nočnim življenjem, predvsem za turiste. Znana je po pivnicah (pubih) in živi glasbi. Leži v središču mesta ob nabrežju reke Liffey. V nasprotju z drugimi mestnimi četrtmi je Temple Bar ohranil svoje številne ozko tlakovane srednjeveške ulice. V Dublinu je irska ljudska glasba še vedno zelo priljubljena, prav tako kot po vsej državi. V številnih pubih igrajo razne folklorne skupine. V mestu ima sedež veliko visokih šol, najbolj znan je Kolidž svete Trojice. Imajo številne muzeje, razstave, gledališča, prireditve, parke. Čeprav je večina Ircev katoličanov 
(86,8 %), sta najbolj znani dublinski cerkvi anglikanski cerkvi − stolnica svetega Patrika in Kristusova cerkev.

## Pobratena mesta
- San José, ZDA (od 1986)
- Liverpool, Združeno kraljestvo (od 1997)
- Barcelona, Španija (od 1998)
- Peking, Kitajska (od 2011)
- La Paz, Bolivija (od 2012)

## Galerija
- Satelitski posnetek Dublina
- Pivovarna Guinness
- Zapor Kilmainham
- Katedrala svetega Patrika
- Narodni botanični vrt
- Temple Bar
- Most Ha‘penny
- Kip Molly Malone
- Spomin na žrtve irske lakote